# 63式107mmロケット砲

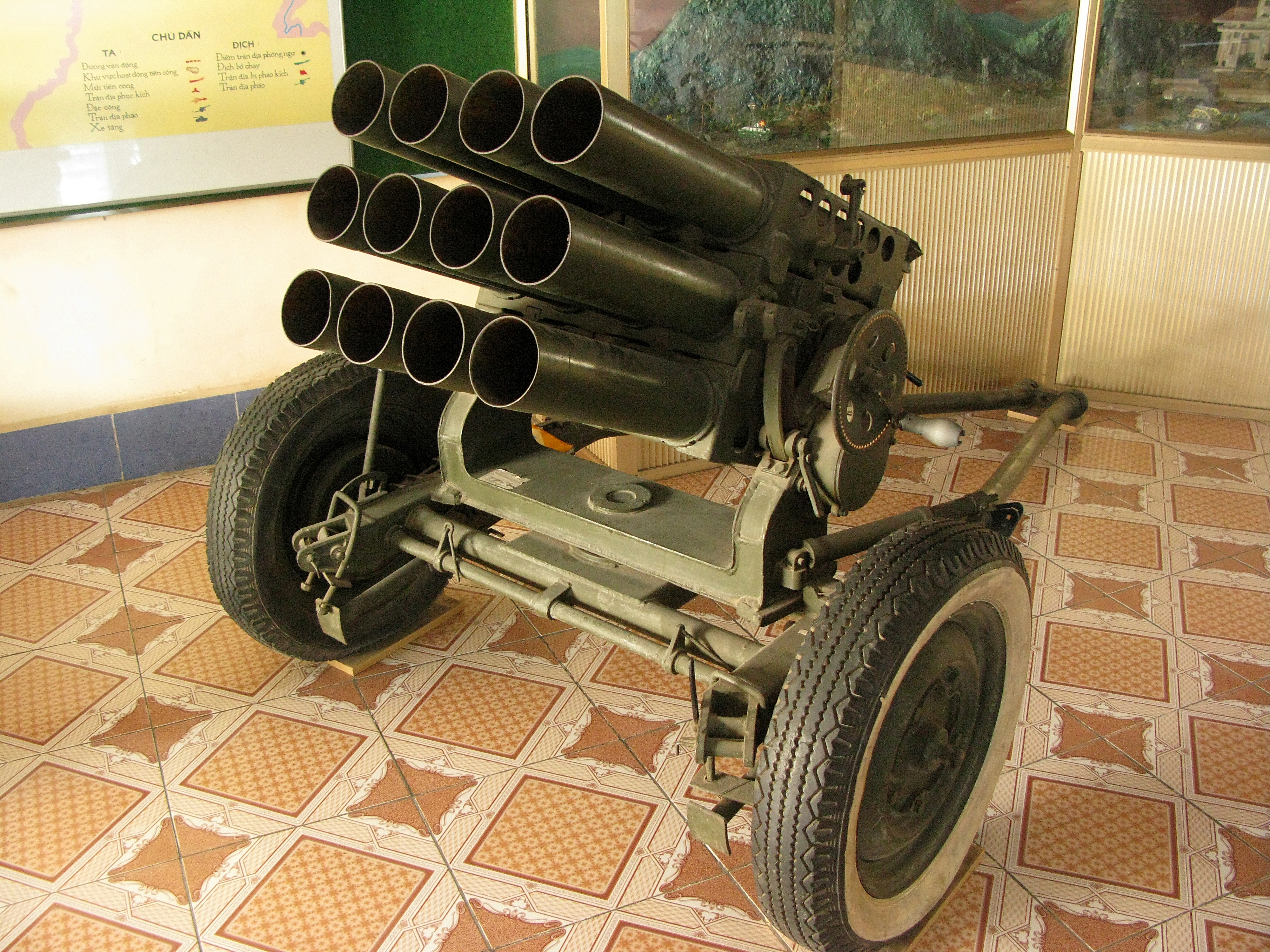
63式12連装107mmロケット砲

63式107mmロケット砲（中国語: 63式107毫米火箭炮）とは、中華人民共和国が開発した牽引式の多連装ロケットランチャーである。

## 開発
63式ロケット砲は1960年代から開発が進められ、1963年に中国人民解放軍に正式採用された。63式ロケット砲はランチャーは極めて軽量で扱いが単純であったが、命中精度の低さと最大8,500m程度という射程の短さが弱点であった。
中国人民解放軍では歩兵連隊の火力支援火器として配備されていた。1990年代後半からは退役が進められたが、現在でも空挺部隊やヘリボーン部隊、特殊部隊で少数が運用されている。
63式ロケット砲は中東やアジア、アフリカなどの第三世界諸国に多数が輸出され、現在でも多くの国で使用されている。
正規軍以外にもベトナム戦争やソ連のアフガニスタン侵攻において、南ベトナム解放民族戦線やムジャーヒディーンに多数が供与されてアメリカ軍やソビエト連邦軍、南ベトナム軍、アフガニスタン政府軍の基地の攻撃に使用されている。

## 概要

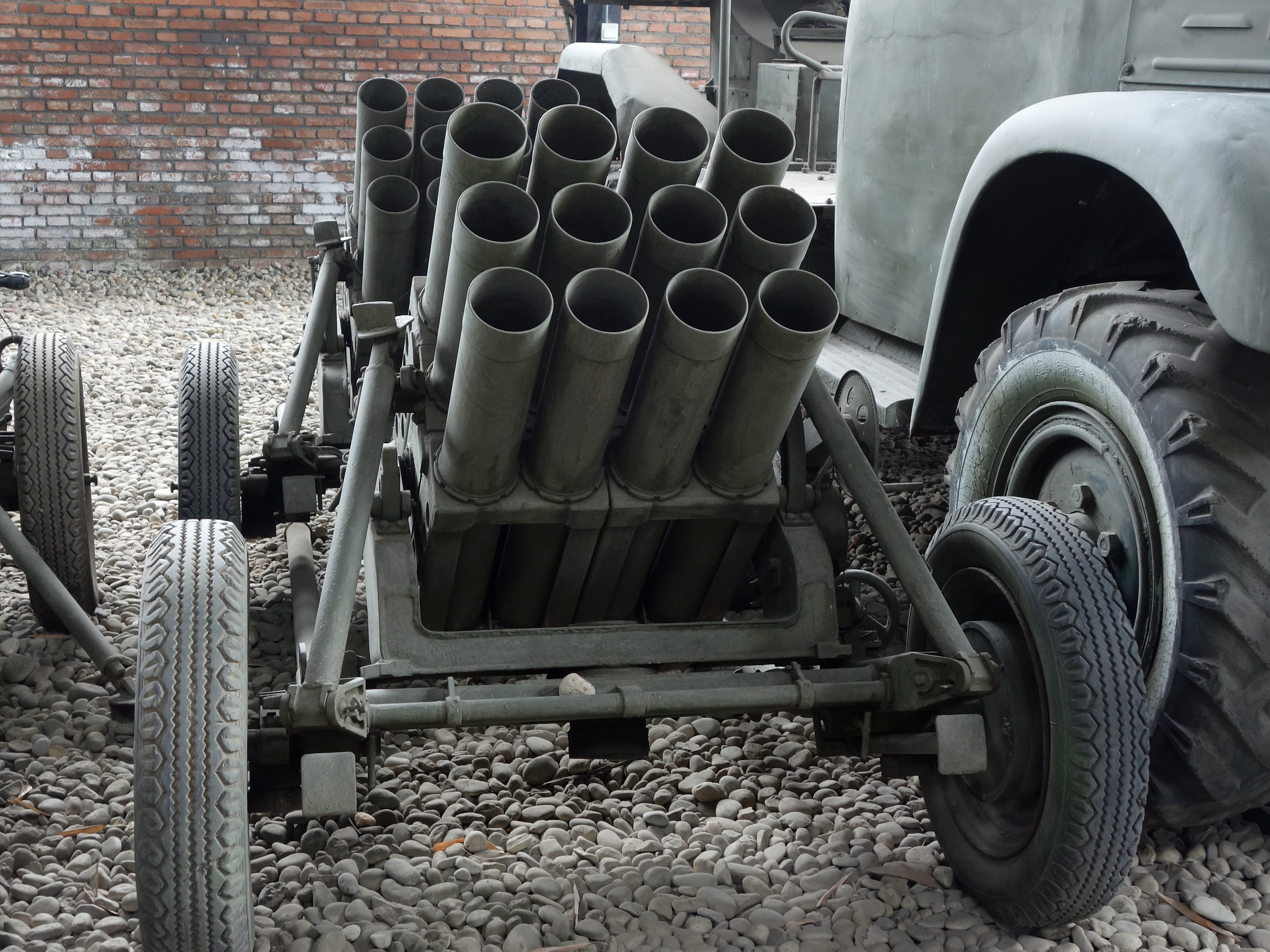
63式107mmロケット砲

63式107mmロケット砲の砲身は4本のチューブを3段積み重ねた12連装式で、手動で水平射角と仰角を調節する。砲架は2輪式のゴムタイヤに4本のパイプ式の脚が設けられており、牽引時には前の2本を上部に折りたたみ後部の2本を束ねて車両のフックに接続する。
ロケット弾は噴射炎の一部を斜めに傾けることで、ロケットに回転運動を与えて安定させるスピン安定式が使用されている。弾頭は榴弾が中心であるが、白燐弾なども用意されている。

## 諸元・性能
諸元
- 種別: ロケット砲
- 口径: 107mm

- 重量: 385kg（本体重量） / 613kg（ロケット弾装填状態）
- 全長: 2.6m（牽引時）
- 全幅: 1.4m
- 全高: 1.1m
- 砲員数: 5名

作動機構
- 砲架: 12連装牽引式

性能
- 俯仰角: 0°〜80°
- 旋回角: 36°
- 最大射程: 8,000m（63-II式弾使用時）
- 発射速度: 7〜9秒（12発斉射）
- 再装填時間: 3分

砲弾・装薬
- 弾薬: 107mmロケット弾

## 派生型
63式
基本型。
63-I式
山岳部隊や空挺部隊向けに分解可能とされた型。個々の部品は最大30kgまで収まるように設計されている。
85式
特殊部隊向けの単装型。個人や小部隊が敵地深く浸透して目標を攻撃する任務で使用される。
81式
4輪式小型トラックの荷台に63式ロケット砲を搭載した自走ロケット砲。
Taka
スーダンの現地生産型。
Haseb-1
イランの現地生産型。
RO 107
アンゴラ内戦で鹵獲した南アフリカの現地生産型。
T-107
トルコの現地生産型。
RL812/TLC
エジプトの現地生産型。
この他にも、多くの国で63式ロケット砲のロケット弾ランチャーを搭載した自走ロケット砲が製作されている。

## 採用国
- アフガニスタン[6]
- アルバニア[7][8]
- ブルキナファソ[9]
- ボスニア・ヘルツェゴビナ[7]
- カンボジア[10]
- チャド[11]
- ジブチ[12]
- ガーナ[13]
- イラン[14][15]
- イラク[16][17][18]朝鮮人民軍のVTT-323装甲兵員輸送車に搭載された63式
- 朝鮮民主主義人民共和国[19]
- レバノン[20]
- パレスチナ[7]
- リビア[21]
- モーリタニア[22]
- ミャンマー[23]
- ニカラグア[24]
- 南アフリカ共和国[25]
- 南スーダン[26][17]
- スーダン[27]
- シリア[28]
- トルコ[4]
- ベトナム[29][30]
- ジンバブエ[31]

### 参考書籍
- (JAA) Jane's Armour and Artillery 1981–82, Christopher Foss (ed.), London: Jane's Publishing Company Ltd., 1981.  ISBN 0-7106-0727-X.

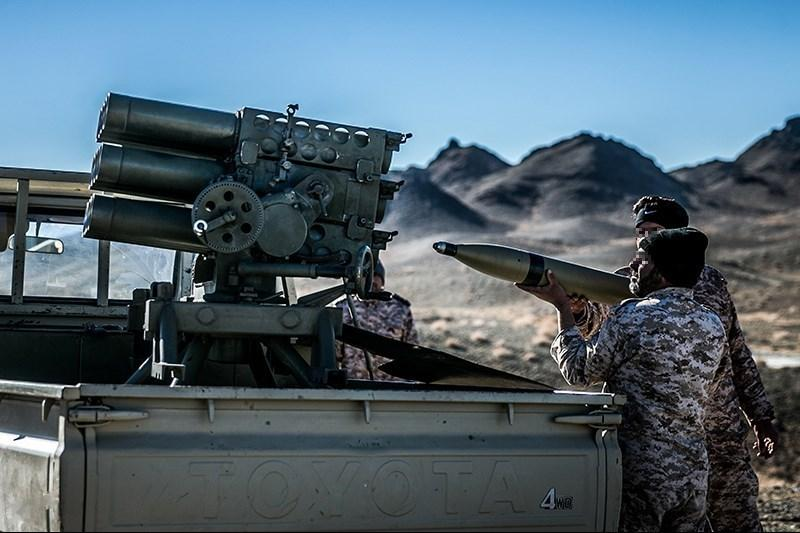
イランのイスラム革命防衛隊のトヨタ製ピックアップトラックに搭載された63式

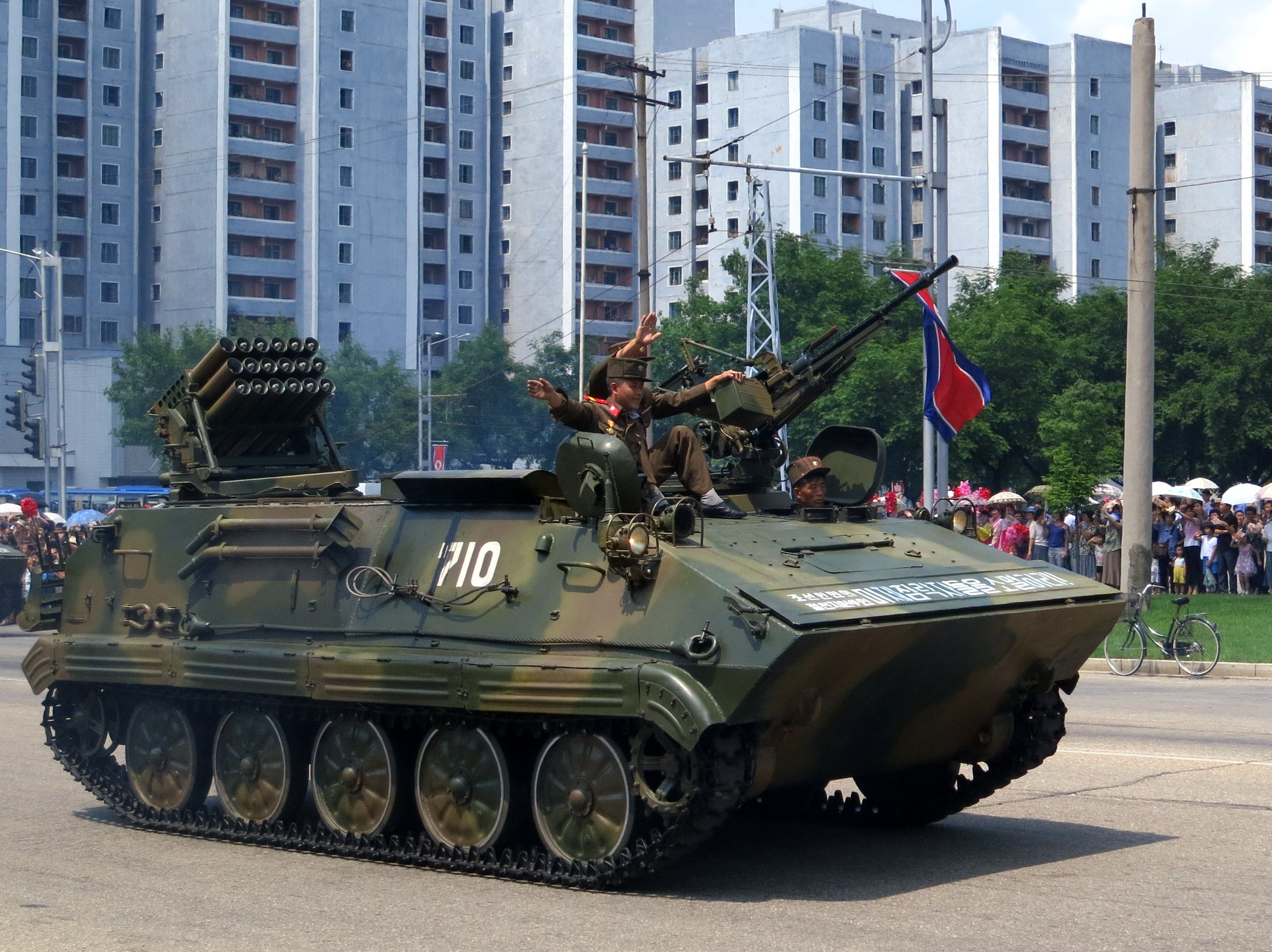
朝鮮人民軍のVTT-323装甲兵員輸送車に搭載された63式

- International Institute for Strategic Studies (February 2016). The Military Balance 2016. 116. Routlegde. ISBN 9781857438352